# موجة مد و جزر
موجة مد و جزر (بالكورية: 해운대)‏ هو فيلم كوارث كوري جنوبي من بطولة ها جي وون وأوم جونغ هوا، عرض الفيلم في كوريا الجنوبية في 22 يوليو 2009.

## الجوائز والترشيحات
| قائمة الجوائز والترشيحات          | قائمة الجوائز والترشيحات                 | قائمة الجوائز والترشيحات       | قائمة الجوائز والترشيحات | قائمة الجوائز والترشيحات |
| الجائزة                           | الفئة                                    | المستلم                        | النتيجة                  |                          |
| --------------------------------- | ---------------------------------------- | ------------------------------ | ------------------------ | ------------------------ |
| جوائز أفلام التنين الأزرق         | أفضل فيلم                                | موجة مد وجزر                   | رُشِّح                      |                          |
| جوائز أفلام التنين الأزرق         | أفضل مخرج                                | Yيون جي كيون                   | رُشِّح                      |                          |
| جوائز أفلام التنين الأزرق         | أفضل ممثل مساعد                          | كيم إن كوون                    | رُشِّح                      |                          |
| جوائز أفلام التنين الأزرق         | أفضل ممثل مساعد                          | لي مين كي                      | رُشِّح                      |                          |
| جوائز أفلام التنين الأزرق         | أفضل ممثلة جديدة                         | كانغ يي وون                    | رُشِّح                      |                          |
| جوائز أفلام التنين الأزرق         | أفضل تصوير سينمائي                       | كيم يونغ هو                    | رُشِّح                      |                          |
| جوائز أفلام التنين الأزرق         | الجائزة التقنية                          | هانز أوليغ، جانغ سيونغ هو (CG) | فوز                      |                          |
| جوائز أفلام التنين الأزرق         | جائزة اختيار الجمهور للفيلم الأكثر شعبية | موجة مد وجزر                   | فوز                      |                          |
| جوائز بيل السينمائي               | أفضل مخرج                                | يون جي كيون                    | فوز                      |                          |
| جوائز بيل السينمائي               | أفضل ممثل مساعد                          | كيم إن كوون                    | فوز                      |                          |
| جوائز نسخة المخرج                 | أفضل منتج                                | يون جي كيون                    | فوز                      |                          |
| جوائز الناقوس الكبرى              | أفضل فيلم                                | موجة مد وجزر                   | رُشِّح                      |                          |
| جوائز الناقوس الكبرى              | أفضل مخرج                                | يون جي كيون                    | رُشِّح                      |                          |
| جوائز الناقوس الكبرى              | أفضل ممثل                                | سول كيونغ غو                   | رُشِّح                      |                          |
| جوائز الناقوس الكبرى              | أفضل ممثل مساعد                          | كيم إن كوون                    | رُشِّح                      |                          |
| جوائز الناقوس الكبرى              | أفضل ممثلة مساعدة                        | أوم جونغ هوا                   | رُشِّح                      |                          |
| جوائز الناقوس الكبرى              | أفضل تصوير سينمائي                       | كيم يونغ هو                    | رُشِّح                      |                          |
| جوائز الناقوس الكبرى              | أفضل المؤثرات البصرية                    | هانز أوليغ، جانغ سيونغ هو      | رُشِّح                      |                          |
| جوائز الناقوس الكبرى              | أفضل المؤثرات الصوتية                    | يون هي سو                      | رُشِّح                      |                          |
| جوائز الناقوس الكبرى              | أفضل تخطيط                               | يون جي كيون                    | فوز                      |                          |
| جوائز جمعية نقاد السينما الكوريين | أفضل تصوير سينمائي                       | كيم يونغ هو                    | فوز                      |                          |
| جوائز مختارات منت                 | النجمة السينمائية                        | ها جي وون                      | فوز                      |                          |
| جوائز بايكسانغ للفنون             | الجائزة الكبرى                           | يون جي كيون                    | فوز                      |                          |
| جوائز بايكسانغ للفنون             | أفضل فيلم                                | موجة مد وجزر                   | رُشِّح                      |                          |
| جوائز بايكسانغ للفنون             | أفضل ممثل جديد                           | لي مين كي                      | فوز                      |                          |
| جوائز بايكسانغ للفنون             | أفضل مخرج                                | يون جي كيون                    | رُشِّح                      |                          |

## روابط خارجية
- موجة مد و جزر على موقع IMDb (الإنجليزية)
- موجة مد و جزر على موقع روتن توميتوز (الإنجليزية)
- موجة مد و جزر على موقع نتفليكس (الإنجليزية)
- موجة مد و جزر على موقع ألو سيني (الفرنسية)
- موجة مد و جزر على موقع Turner Classic Movies (الإنجليزية)
- موجة مد و جزر على موقع أول موفي (الإنجليزية)
- موجة مد و جزر على موقع فيلمافينيتي (الإسبانية)
- موجة مد و جزر على موقع قاعدة بيانات الأفلام السويدية (السويدية)
- موجة مد و جزر على موقع قاعدة بيانات الفيلم (الإنجليزية)
- موجة مد و جزر على موقع ليتربوكسد (الإنجليزية)